# Infračervená spektroskopie s Fourierovou transformací
FTIR je zkratka z angl. Fourier transform infrared (spectroscopy) označující spektroskopickou techniku.
Metoda je založena na absorpci infračerveného záření při průchodu vzorkem, při které proběhnou změny rotačně vibračních energetických stavů molekuly v závislosti na změnách dipólového momentu molekuly. Výsledné infračervené spektrum je funkční závislostí energie, většinou vyjádřené v procentech transmitance nebo jednotkách absorbance na vlnové délce dopadajícího záření.

## Transformace spektra z časové do frekvenční domény
{\displaystyle S(t)=\int _{-\infty }^{\infty }I(\nu )e^{-i\nu 2\pi t}\,d\nu }
Suma se provádí přes všechny frekvence přispívající k signálu pro získání signálu S(t) v časové doméně.
{\displaystyle I(\nu )=2Re\int _{-\infty }^{\infty }S(t)e^{2i\pi \nu t}dt}
dává nenulovou hodnotu pokud S(t) obsahuje komponentu, která je shodná s oscilující funkcí

Platí přitom toto:
{\displaystyle e^{ix}=\cos x+i\sin x\!}